# Greatest Hits (Wet Willie)
| Recensione | Giudizio |
| ---------- | -------- |
| AllMusic   |          |

Greatest Hits è una raccolta dei Wet Willie, pubblicato dalla Capricorn Records nel 1977.

## Tracce
Lato A
1. Keep on Smilin' – 3:58 (Jack Hall, Jimmy Hall, Ricky Hirsch, John Anthony, Lewis Ross) – Tratto dall'album: Keep on Smilin' (1974)
2. Shout Bamalama – 3:35 (Otis Redding) – Tratto dall'album: Wet Willie II (1972)
3. Airport – 3:30 (John Anthony) – Tratto dall'album: Wet Willie II (1972)
4. Leona – 4:39 (Jimmy Hall, Jack Hall) – Tratto dall'album: Dixie Rock (1975)
5. Everything That 'Cha Do (Will Come Back to You) – 3:18 (Ricky Hirsch) – Tratto dall'album: The Wetter the Better (1976)

Durata totale: 19:00
Lato B
1. Grits Ain't Groceries – 3:00 (Titus Turner) – Tratto dall'album: Wet Willie II (1972)
2. Country Side of Life – 2:39 (Ricky Hirsch) – Tratto dall'album: Keep on Smilin' (1974)
3. Red Hot Chicken – 4:44 (John Anthony, Jimmy Hall, Jack Hall, Ricky Hirsch, Lewis Ross, Wick Larsen) – Tratto dall'album: Wet Willie II (1972)
4. Dixie Rock – 2:48 (Jack Hall, Jimmy Hall, Ricky Hirsch) – Tratto dall'album: Dixie Rock (1975)
5. Baby Fat – 3:30 (Ricky Hirsch, Jimmy Hall, Michael Duke, Jack Hall) – Tratto dall'album: The Wetter the Better (1976)

Durata totale: 16:41

## Formazione
- Jimmy Hall – voce, sassofoni, armonica, percussioni
- Ricky Hirsch – chitarra solista
- John Anthony – pianoforte, organo, accompagnamento vocale
- Michael Duke – tastiere (brani: Everything That 'Cha Do e Baby Fat)
- Wick Larsen – chitarra solista, chitarra ritmica (brani: Shout Bamalama, Airport e Red Hot Chicken)
- Donna Hall (The Williettes) – accompagnamento vocale, cori
- Ella Avery (The Williettes) – accompagnamento vocale, cori
- Leslie Hawkins (The Williettes) – accompagnamento vocale, cori